# ピアノ協奏曲第3番 (バルトーク)
バルトーク・ベーラのピアノ協奏曲第3番（Sz. 119）は、1945年に、作曲者の亡命先であるアメリカ合衆国で作曲されたピアノ協奏曲で、自身でほぼ完成させることの出来た最後の作品である。

## 作曲の背景
バルトークは1940年8月に、彼の楽譜を出版していたブージー&ホークス社のラルフ・ホークスから「1941年の夏にはピアノ協奏曲第3番を期待しています」とピアノ協奏曲の作曲を勧める手紙をもらっている。しかしアメリカ亡命後のバルトークは、大量に抱えていたルーマニアや南スラブの民俗音楽の研究に取り組んでおり、またアメリカの生活に必ずしも馴染めなかったこともあって、その案をしばらく棚上げにしていた。
その後、白血病で療養生活を送ることとなり、そこで書いた委嘱作『管弦楽のための協奏曲』、『無伴奏ヴァイオリン・ソナタ』で作曲家として健在であることを見せたバルトークに、1945年1月から2月にかけて4作の委嘱が舞い込んだ。ヴィオラ奏者ウィリアム・プリムローズからヴィオラ協奏曲、ブージー&ホークスからは弦楽四重奏曲第7番、さらに2人の個人からそれぞれ2台ピアノのための協奏曲というものだった。しかしバルトークはアメリカ海兵隊に志願していた次男ペーテルに送った1945年2月21日付の手紙の中で、プロからではない2名の依頼は断るつもりであり、他の委嘱作も受けない可能性が高いと書いた上で次のように続けている。
私はお前の母さんのためにピアノ協奏曲を書くつもりだ。長い間計画が宙に浮いていたものだ。もしこれを彼女が3、4カ所で演奏できたら、私が断った委嘱作1作分くらいのお金にはなるだろう。

この手紙から、おそらくこのころから作曲を始めたものと考えられている。作曲当時のバルトークは白血病の末期段階を迎えていたが、本人が自分の健康状態をどこまで自覚していたかどうかはわかっていない。いずれにしても、この作品はすぐれたピアニストである妻のディッタ（ディッタ・パーストリ＝バルトーク）の誕生日に合わせた彼女へのプレゼント、そして先の息子への手紙にも明記されているように、彼女がレパートリーとするために着手されたものと考えられている。
スケッチを完成させた夏頃から急速に健康の悪化したバルトークは、家族や知人のハンガリー人作曲家ティボール・シェルイらに手伝ってもらい、病床で必死にオーケストレーション作業を続けたが、完成まであとわずかというところに来て、9月22日に病院に担ぎ込まれ作業は中断、4日後に世を去った。このため、ペーテルの依頼でシェルイが終楽章の未完成部分（17小節相当）を補筆した。シェルイによれば、バルトークはスケッチや総譜に略記号でオーケストレーションの指示を残していたため、作業はそれに従って管弦楽を配置したくらいで済み、後にシェルイが補作することになったヴィオラ協奏曲に比べればはるかに容易な作業だったということである。なお、現在の出版譜はペーテルやゲオルク・ショルティ、初演者のシャーンドル・ジェルジらがバルトークのスケッチを再検証し、エンディング部分をさらに一部補筆している。

## 初演
1946年2月8日に、バルトークのピアノの弟子で、彼がその腕前を高く評価していたシャーンドル・ジェルジの独奏と、ユージン・オーマンディ指揮フィラデルフィア管弦楽団の共演によって行われた。
バルトークがこの曲を送るつもりであったであろうディッタ夫人は、この曲を1960年代になって初めて録音し、それ以降は何度か録音を残している。ただし1982年に亡くなるまで、終生コンサートでは弾かなかったと伝えられる。

## 作品の特徴
バルトーク特有の和声法に基づいているが、全体的に安定した調性感を打ち出して無調性や複調性を前面に押し出していない。渡米後のバルトーク作品の中で伝統回帰の性格がもっとも顕著であるために、2番で用いたトーン・クラスターも封印し、オクターブの16分音符高速連打ではなく8分音符(分)連打に取って代わられている。しかし亡命前のピアノ協奏曲と違って、本作は先述のように自分が弾くことを前提としておらず、作曲にあたってロマン派音楽を好んだ当時の米国楽壇の趣味を計算した節も見られる。職人的な作曲技法は健在であることなどから、現在では国際ピアノコンクールの課題曲として難なく用いられている。
ピアニストの技術面から見ると、この曲は第1番や第2番に比べ、打楽器的な要素を抑えていてパワフルさが要求されないために、演奏が容易な側面があるため、女性や女子でも暗譜で演奏する。また、バルトークはオーケストラと独奏楽器の対比を重視し、それ以前の協奏曲作品ではかなりオーケストラにも重要な役割を与えているが、それに比べるとやや控えめな書法を採用している。

## 編成
フルート2（ピッコロ持ち替え）、オーボエ2（イングリッシュホルン持ち替え）、クラリネット2（バスクラリネット持ち替え）、ファゴット2、ホルン4、トランペット2、トロンボーン3、チューバ、ティンパニ、シロフォン、トライアングル、小太鼓、シンバル、大太鼓、タムタム、弦五部

## 楽章構成
以下の3楽章からなる。演奏時間は約24分。

### 第1楽章
Allegretto
伝統的なソナタ形式による（ただし協奏ソナタ形式は採用していない）。ホ長調。開始でピアノが、両手のユニゾンによって旋律を弾き始める。この手法はラフマニノフのピアノ協奏曲第3番に似ている。

### 第2楽章
Adagio religioso
三部形式でハ調の教会旋法による。弦楽器のコラールとピアノが交わす対話はベートーヴェンの弦楽四重奏曲第15番の緩徐楽章に性格的に似ている。中間部はピアノや木管に切れ切れな動機が飛び交い、ややスケルツォ的な雰囲気を漂わせる。

### 第3楽章
Allegro vivace
ロンド形式。『管弦楽のための協奏曲』のフィナーレと同じような民族舞曲調の主題がロンド主題に用いられ、フーガ風のパッセージや歌謡風の主題をはさみつつ進行する。
なお、必死に作曲を続けたバルトークはこの楽章については発想記号とメトロノーム数字の指示を総譜に書き込めず、シェルイが指示したことが出版譜には注意書きとして残されている。

## ディスコグラフィー
- ピアノ：アンダ・ゲーザ、フェレンツ・フリッチャイ指揮、ベルリン放送交響楽団
- ピアノ：アンドラーシュ・シフ、イヴァン・フィッシャー指揮、ブダペスト祝祭管弦楽団
- ピアノ: マルタ・アルゲリッチ、シャルル・デュトワ指揮、モントリオール交響楽団
- ピアノ：エレーヌ・グリモー、ピエール・ブーレーズ指揮、ロンドン交響楽団
- ピアノ：ジュリアス・カッチェン、エルネスト・アンセルメ指揮、スイス・ロマンド交響楽団
- ピアノ：ダニエル・バレンボイム、ピエール・ブーレーズ指揮、ニュー・フィルハーモニア管弦楽団
- ピアノ：フィリップ・アントルモン、レナード・バーンスタイン指揮、ニューヨーク・フィルハーモニック
- ピアノ：ラーンキ・デジェー、ヤーノシュ・フェレンチク指揮、ハンガリー国立交響楽団
- ピアノ：ヤンドー・イェネー、アンドラーシュ・リゲティ指揮、ブダペスト交響楽団
- ピアノ：エヴァ・ベルナートヴァー、カレル・アンチェル指揮、チェコ・フィルハーモニー管弦楽団
- ピアノ：シャーンドル・ジェルジ、ミヒャエル・ギーレン指揮、ウィーン・プロ・ムジカ管弦楽団
- ピアノ：クロード・エルフェ、ブルーノ・マデルナ指揮、モンテカルロ国立歌劇場管弦楽団
- ピアノ：イェフィム・ブロンフマン、ヴァレリー・ゲルギエフ指揮、ロンドン交響楽団
- ピアノ：ジョン・オグドン、マルコム・サージェント指揮、ニュー・フィルハーモニア管弦楽団
- ピアノ：ハビエル・ぺリアネス、パブロ・エラス＝カサド指揮、ミュンヘン・フィルハーモニー管弦楽団
- ピアノ：アニー・フィッシャー、フェレンツ・フリッチャイ指揮、バイエルン放送交響楽団
- ピアノ：エディト・ファルナディ、ヘルマン・シェルヘン指揮、ウィーン国立歌劇場管弦楽団